# Lernaeocera minuta
Lernaeocera minuta is een eenoogkreeftjessoort uit de familie van de Pennellidae. De wetenschappelijke naam van de soort is voor het eerst geldig gepubliceerd in 1900 door Scott T..